# 実践共同体
実践共同体（じっせんきょうどうたい、Community of Practice、CoP）とは、「あるテーマに関する関心や問題、熱意などを共有し、その分野の知識や技能を持続的な相互交流を通じて深めていく人々の集団」のことであり、「学習のための共同体」と言い換えることもできる。 
この概念は、 認知人類学者の ジャン・レイブと教育理論家のエティエンヌ・ウェンガーによって1991年に出版された 『 Situated Learning』 (Lave & Wenger 1991)  によって提唱された。その後、ウェンガーは1998年の著書「 Communities of Practice」 (Wenger 1998)  でこの概念を大幅に拡大した。 